# Lago Ranna
El lago Ranna (en alemán: Rannasee) es un lago situado en la región administrativa de Baja Baviera —junto a la frontera con Austria—, en el estado de Baviera (Alemania), a una elevación de 514 metros; tiene un área de 200 hectáreas. 
Es un lago artificial creado en 1983 para recreación turística, y como fuente de energía con la construcción de una central hidroeléctrica.